# ۲۷۶ (قمری)
۲۷۶ (قمری)، دویست و هفتاد و ششمین سال در گاهشماری هجری قمری است. اول محرم این سال برابر با دهم مه سال ۸۸۹ میلادی است.

## رویدادها
- رافع بن هرثمه الیساری از سرداران طاهریان به گرگان لشکر کشید و داعی صغیر نتوانست در برابر او مقاومت کند و به سمت دیلمان عقب نشست. در نهایت جستان سوم مجبور شد از او شفاعت بخواهد و اموال داعی را به او بدهد. در این هنگام رافع از آنجا راه طالقان و قزوین در پیش گرفت.

## درگذشتگان
- ابن قتیبه دینوری : تاریخ نگار ایرانی تبار.